# San Marcelo (título cardenalicio)
El título cardenalicio de San Marcelo (en latín S. Marcelli) fue instituido en torno a 334 por el Papa Marcelo I. El título aparece en la lista del sínodo en Roma del 1 de marzo de 499. De acuerdo con el catálogo de Pedro Mallio, completado durante el pontificado del Papa Alejandro III, el título se adjuntaba a la Basílica de San Pablo Extramuros.

## Titulares
- Stefano (494-?)
- Vilio (590-?)
- Giovanni (731-antes del 761)
- Benedetto (761-?)
- Anastasio el Bibliotecario (847-850?)
- Martino (853-?)
- Giovanni (1012-antes del 1033)
- Giovanni (1033-antes del 1088)
- Oderisio (o Oderisius), O.S.B. (1088-1099)
- Pietro Capuano (1099-c. 1112)
- Pietro Gherardeschi (1112-1117)
- Desconocido (circa 1117-después del 1118)
- Pierre de Fontaine (1120-1140); pseudocardenal del antipapa Anacleto II
- Giulio (1144-1158)
- Conrado de Wittelsbach (1163)
- Mathieu d'Anjou (1178-1183 o 1184)
- Adelardo Cattaneo (o Alardo) (1185-1188)
- Fidanzio (1193-circa 1197)
- Gérard (o Girard), O.Cist. (1199-c. 1200)
- Pietro Caputo, dei Signori di Capua (1201-c. 1214)
- Niccolò dei Conti di Segni (1228-1239)
- Pierre de Bar (o de Barro), O.Cist. (1244-1252)
- Vicedomino de Vicedominis, in commendam (1275-1276)
- Giacomo Colonna in commendam (1278-1294)
- Nicolas de Nonancour (o l'Aide) (18 de septiembre de 1294- después del 13 de octubre de 1294)[1]
- Arnaud Frangier de Chanteloup (o Frigier) (1305-1313)
- Bertrand du Pouget (o Poyet) (1316-1327)
- Androin de la Roche (1361-1369)
- Jean Fabri (o Lefèbre) (1371-1372)
- Bertrand de Cosnac, C.R.S.A. (1372-1374)
- Jean de La Grange, O.S.B. (1375-1394)
- Bartolomeo Mezzavacca (1378-1385)
- Stefano Palosio (1384-1396)
- Angelo Correr (1405-1406)
- Antonio Cassino (1426-1439)
- Niccolò d'Acciapaccio (1439-1447)
- François de Meez, O.S.B. (1440-1444), pseudocardenal del antipapa Félix V
- Guillaume d'Estaing, (1444-1450), pseudocardenal de Félix V
- Giovanni Michiel (1484-1491)
- vacante (1491-1503)
- Pedro Luis de Borja Llançol de Romaní (1503-1511)
- Francisco de Remolins (1511-1517)
- Gualterio Raimundo de Vich (o Guillermo) (1517-1525)
- Enrique de Cardona y Enríquez (1527-1530)
- Egidio da Viterbo, O.E.S.A. (1530-1532)
- Marino Grimani (1532-1539)
- Dionisio Laurerio, O.S.M. (1540-1542)
- Marcello Crescenzi (1542-1552)
- Miguel de Silva (1552-1553)
- Girolamo Verallo (1553-1555)
- Girolamo Dandini (1555-1559)
- Giovanni Andrea Mercurio (1560-1561)
- Marco Antonio Amulio (1561-1572)
- Marco Antonio Bobba (1572-1575)
- Vacante (1575-1584)
- Giambattista Castagna (papa Urbano VII) (1584-1590)
- Benedetto Giustiniani (1591-1599)
- Paolo Emilio Zacchia (1599-1605)
- Innocenzo del Bufalo (1605-1606)
- François d'Escoubleau de Sourdis (1606-1621)
- Francesco Cennini de' Salamandri (1621-1641)
- Pietro Donato Cesi (1642-1656)
- Camillo Melzi (1657-1659)
- Giambattista Spada (1659-1673)
- Federico Baldeschi Colonna (o Ubaldi) (1675-1685)
- Pier Matteo Petrucci (1687-1701)
- Gianalberto Badoaro (o Baduaro) (1706-1712)
- Luigi Priuli (1712-1714)
- Wolfgang Hannibal von Schrattenbach (1714-1738)
- Vacante (1738-1743)
- Raffaele Cosimo de Girolami (1743-1748)
- Mario Millini (o Mellini) (1748-1756)
- Antonio Maria Erba Odescalchi (1759-1762)
- Ludovico Merlini (1762)
- Giuseppe Simonetti (1766-1767)
- Vacante (1767-1802)
- Carlo Francesco Maria Caselli, O.S.M. (1802-1828)
- Thomas Weld (1830-1837)
- Chiarissimo Falconieri Mellini (1838-1859)
- Vacante (1859-1874)
- Mariano Falcinelli Antoniacci, O.S.B. (1874)
- Salvatore Nobili Vitelleschi (1875)
- Luigi di Canossa (1877-1900)
- Casimiro Gennari (1901-1914)
- Franziskus von Bettinger (1914-1917)
- Francesco Ragonesi (1921-1931)
- Maurilio Fossati, O.SS.G.C.N. (1933-1965)
- Carlo Grano (1967-1976)
- Dominic Ignatius Ekandem (1976-1995)
- Edouard Gagnon, P.S.S. (1996-2007)
- Agustín García-Gasco Vicente (2007-2011)
- Giuseppe Betori (2012-...)